# Falconina gracilis
Falconina gracilis là một loài nhện trong họ Corinnidae.
Loài này thuộc chi Falconina. Falconina gracilis được Eugen von Keyserling miêu tả năm 1891.